# Tadeusz Borcz
Tadeusz Borcz (ur. 19 lutego 1929 w Inowrocławiu, zm. 2 stycznia 2002) – polski duchowny katolicki diecezji pelplińskiej, infułat.

## Życiorys
Uczęszczał do Biskupiego Gimnazjum w Brodnicy nad Drwęcą i Liceum im. Jana Długosza we Włocławku. Po uzyskaniu świadectwa dojrzałości (1947) podjął studia w Wyższym Seminarium Duchownym w Pelplinie. 20 września 1952 otrzymał święcenia kapłańskie.
W latach 1959-62 studiował na Wydziale Teologicznym KUL, gdzie w 1962 r. uzyskał magisterium. Był profesorem teologii pastoralnej w Wyższym Seminarium Duchownym, a także w tczewskim Punkcie Konsultacyjnym Akademii Teologii Katolickiej w Warszawie. Był m.in. w latach 1969-2001 proboszczem Bazyliki Katedralnej w Pelplinie i profesorem Wyższego Seminarium Duchownego w Pelplinie. Służył również jako kapelan Ochotniczej Straży Pożarnej w powiecie tczewskim.
Papież Jan Paweł II mianował go swoim honorowym kapelanem (1994).
Zmarł 2 stycznia 2002 r. w 73 roku życia i 50 roku przyjęcia święceń kapłańskich. Pochowany na cmentarzu w Pelplinie.

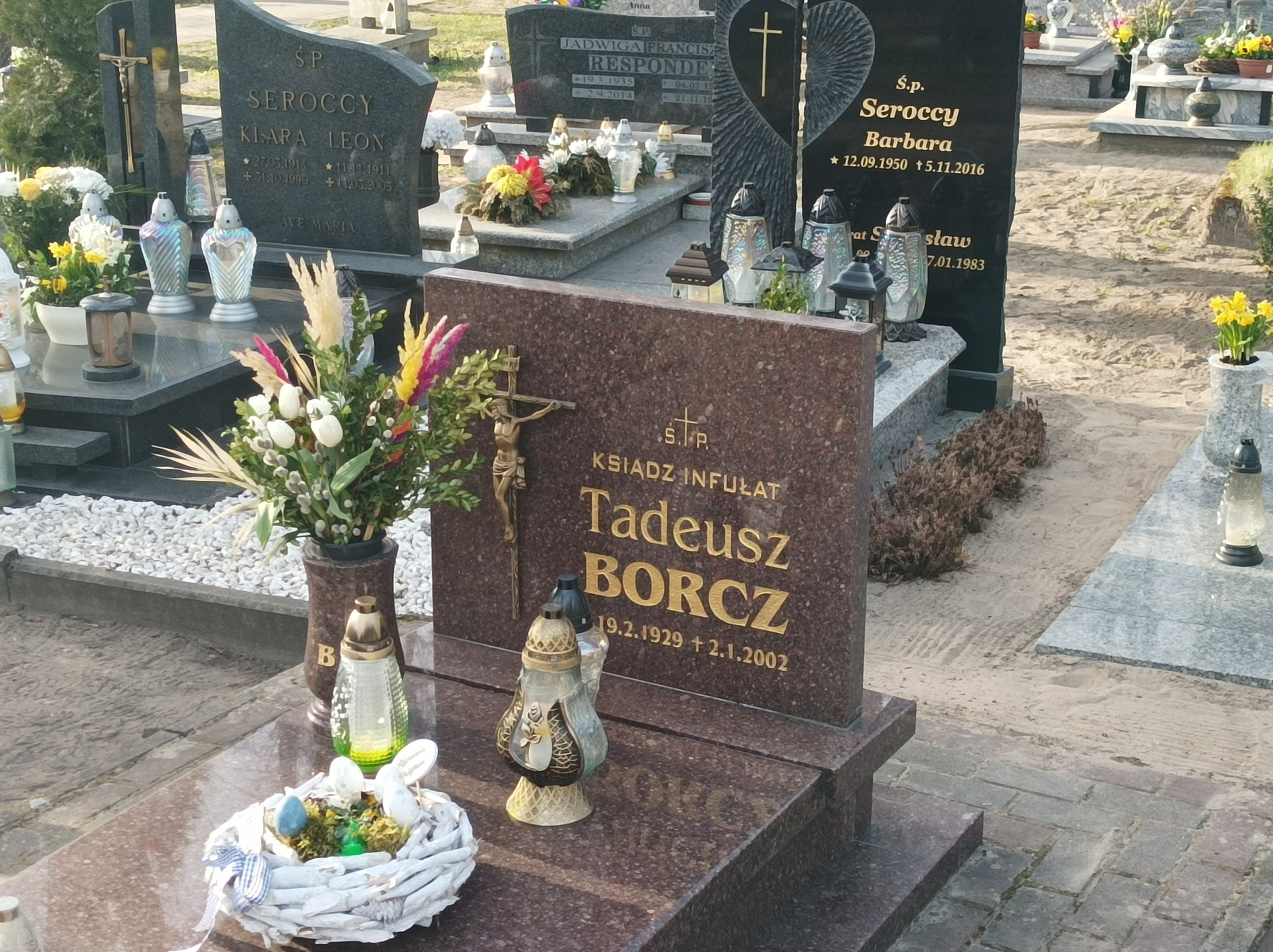
Grób ks. Tadeusza Borcza w Pelplinie

## Twórczość
- Tadeusz Borcz: Z Papieżem Janem Pawłem II w Diecezji Pelplińskiej. Pelplin: Wydawnictwo Diecezji Pelplińskiej "Bernardinum", 1999. ISBN 83-87668-51-6. Brak numerów stron w książce

### Redakcja i opracowanie
- Wielki Jubileusz Roku 2000 w Diecezji Pelplińskiej. Pelplin: "Bernardinum", 1999. ISBN 83-87668-79-6. Brak numerów stron w książce
- Ku tysiącleciu męczeństwa świętego Wojciecha: nawiedzenie relikwii w diecezji pelplińskiej. Pelplin: Wydaw. Diecezjalne, 1996. ISBN 83-85087-51-6. Brak numerów stron w książce
- Matka Boża z Fatimy nawiedza Diecezję Pelplińską. Pelplin: Wydaw. Diecezjalne, 1996. ISBN 83-85087-46-X. Brak numerów stron w książce
- Uroczystość ogłoszenia św. Wojciecha patronem miasta Starogardu Pelplin 1998. ISBN 83-87668-18-4

Od 1992 redagował cykliczny:
- Kalendarz Liturgiczny dla Diecezji Pelplińskiej na Rok Pański... Pelplin, od 1992-?.